# Кристуру Секујеск
Кристуру Секујеск (рум. Cristuru Secuiesc, мађ. Székelykeresztúr) град је у Румунији. Он се налази у средишњем делу земље, у историјској регији Трансилванија и Земљи Секеља. Кристуру Секујеск је град округа Харгита и административно му припадају два села:

## Историја
Историјски Секељкерестур је био један од насељених места у земљи Секеља, данас се налази у трансилванијском делу Румуније. Административно Секељкерестур је припадао историјском округу Удвархељсек, до административне реформе из 1876. године, када је потпао под нову административну јединицу под именом Удвархељ у мађарској краљевини. После Тријанонског уговора из 1920. године Секељкерестур је припао Румунији и административно је био под управом округа Одорхељ све до почетка Другог светског рата. Почетком Другог светског рата, другом Бечком арбитражом Секељкерестур је опет потпао под мађарску управу све до 1944. године и Совјетске окупације. После совјетске окупације, ова административна јединица је враћена Руминији 1947. године. Између 1952. и 1960. године после реорганизације управних јединица у Румунији, Борсек је потпао под управу Мађарског аутономног региона а између 1960. и 1968. године под управу Муреш–мађарског аутономног региона.

## Становништво
По попису из 2002. године Кристуру Секујеск је имало 9.672 становника, од чега 9,201 (95,13%) су чинили Мађари-Секељи, а од мањина присутни су Роми (2,47%), Румуни (2,27%) и остали (0,12%).
| 1956. | 1966. | 1977. | 1992.  | 2002. | 2011. |
| ----- | ----- | ----- | ------ | ----- | ----- |
| 5.194 | 5.942 | 7.197 | 10.611 | 9.672 | 9.650 |

## Галерија
- Римокатоличка црква
- Трг Слободе
- Река Тарнава
- Кућа музеј